# Копнов, Лаврентий Егорович
Лаврентий Егорович Копнов (17 августа 1909 — 2 октября 2000) — советский военный деятель, контр-адмирал, участник советско-финской и Великой Отечественной войн.

## Биография
Лаврентий Егорович Копнов родился 17 августа 1909 года в селе Нижняя Дубровка (ныне — Камешкирский район Пензенской области). В 1927 году окончил Мордовскую национальную партийную школу. В 1931 году был призван на службу в Рабоче-Крестьянскую Красную Армию. В 1932 году окончил команду одногодичников, после чего был демобилизован и трудился в комсомольских органах Мордовской АССР. Спустя некоторое время повторно был призван в армию. В 1937 году поступил на военно-морской факультет Военно-политической академии имени В. И. Ленина. Досрочно выпущен из неё в 1939 году, после чего был направлен для дальнейшего прохождения службы на Балтийский флот. Был заместителем начальника Политотдела Балтийского укреплённого района, затем Балтийской военно-морской базы. Участвовал в советско-финской войне. После её окончания возглавлял Политотдел береговой обороны Балтийского флота, а в августе 1940 года стал заместителем начальника отдела пропаганды береговой обороны Балтийского района Балтийского флота. В этой должности встретил начало Великой Отечественной войны.
Ещё когда в прибалтийские республики были введены советские войска, служил на их территории, и здесь принял свои первые бои. Участвовал в обороне Таллина, лично отбирал и готовил людей для десантных операций. 18 июля 1941 года Копнов возглавлял десантную группу, с которой высадился на полуостров Виртцу, сумев отогнать немецкие части на расстояние от 20 до 48 километров. Когда против предпринял десантную операцию через Ирбенский пролив в Рижский залив, Копнов активно участвовал в разгроме немецкого каравана, в результате которого были потоплены крейсер, 2 миноносца, десятки вспомогательных судов, шлюпов, катеров, баркасов. Участвовал и в обороне острове Эзеля. По завершении боёв за Таллин эвакуировался в Ленинград.
С сентября 1942 года Копнов был военным комиссаром, начальником Политотдела Кронштадтского сектора береговой обороны Балтийского флота. Помимо проведения большой партийно-политической и агитационно-пропагандистской работы среди личного состава флота, он участвовал в подготовке и проведению различных десантных операций на южном берегу Финского залива, в том числе и в период операции по окончательному снятию блокады Ленинграда. По завершении боёв за Ленинград возглавил Политотдел Училища береговой обороны Военно-морского флота СССР.
После окончания войны продолжал службу в Военно-морском флоте СССР. Занимал высокие военно-политические должности на Балтийском флоте. В 1956—1960 годах возглавлял Военно-морское политическое училище имени А. А. Жданова. С января 1960 года был начальником Политотдела — заместителем по политической части командира Беломорской военно-морской базы Северного флота. В июле 1963 года назначен начальником факультета политсостава Высшего военно-морского училища имени М. В. Фрунзе. В ноябре 1969 года вышел в отставку. Проживал в Санкт-Петербурге, активно занимался общественной деятельностью, на протяжении 30 лет возглавлял Ленинградское (Санкт-Петербургское) объединение Совета ветеранов Военно-морского флота. Умер 2 октября 2000 года, похоронен на Северном кладбище Санкт-Петербурга.

## Награды
- 2 ордена Красного Знамени (8 июня 1943 года, 13 июня 1952 года);
- 2 ордена Отечественной войны 1-й степени (3 февраля 1944 года, 6 апреля 1985 года);
- 2 ордена Красной Звезды (30 апреля 1947 года, 22 февраля 1968 года);
- Медали «За боевые заслуги» (3 ноября 1944 года), «За оборону Ленинграда» и другие медали;
- Заслуженный работник культуры РСФСР (1983);
- Орден Дружбы (1995).